# يان تشيشاير
يان تشيشاير (بالإنجليزية: Ian Cheshire)‏ هو كبير الإداريين التنفيذيين ورائد أعمال بريطاني، ولد في 6 أغسطس 1959.